# Bo Svanberg
Bo Olof Svanberg född 5 januari 1967 i Hagfors, är en svensk före detta professionell ishockeyspelare. Jobbar sedan 1989 som brandman i Malmö. Han är far till fotbollsspelaren Mattias Svanberg.
Under sin karriär spelade han för Färjestads BK mellan 1985 och 1988 och vann under den perioden två svenska mästerskap 1986 och 1988. 
Han lämnade inför säsongen 1988/1989 Färjestad för spel i Malmö IF i näst högsta serien, dåvarande Division I. Svanbergs andra säsong i klubben avancerade Malmö till Elitserien. Svanberg stannade i klubben fram till 1996 och hann vinna sitt tredje och fjärde svenska mästerskap 1992 och 1994. 
År 1996 undertecknade han ett kontrakt med österrikiska klubben Kapfenberg. Efter en säsong i Österrike övergick han till spel i Tyskland med Kassel Huskies. Han stannade bara ett år i Kassel och återvände till Sverige och avslutade sin elitseriekarriär med ytterligare två säsonger med Malmö. Spelarkarriären rundades av med spel i Hvidovre IK i danska ligan samt med Kristianstads IK och Limhamn Limeburners i den svenska tredjedivisionen, nuvarande division 1. Svanbergs sista säsong som spelare var 2001/2002 med Limhamn. 
Svanberg draftades av Detroit Red Wings 1985 i elfte rundan som 218:e vald totalt sett men spelade aldrig i NHL. Svanberg har inga A-landskamper men flera juniorlandskamper och deltog bland annat i Juniorvärldsmästerskapet i ishockey 1987.